# Valdemar Atterdag brandskatter Visby, 1361
Valdemar Atterdag brandskatter Visby, 1361 er et historisk maleri (olie på lærred, signeret i 1882) af den svenske historiemaler Carl Gustaf Hellqvist (1851–1890). Maleriet findes på Sveriges Nationalmuseum i Stockholm.

## Beskrivelse
Maleriet skildrer, hvordan den danske konge Valdemar Atterdag i sommeren 1361 opkræver skatte fra borgerne i den Gotlandske middelalderby Visby, efter slaget ved Visby. Hvis byens borgere ikke fylder de tre store øltønder med guld, sølv og andre kostbarheder, vil Valdemar lade hele byen brænde ned. Denne type beskatning kaldes for brandskatning.
Kong Valdemar Atterdag sidder til højre i billedet, på en ophøjet rød trone foran den store Sankt Katharinas kirke og betragter byens borgere, mens de løber for at fylde tønderne. I centrum af maleriet ses hovedpersonerne – dvs. borgmesteren og hans familie. Borgmesteren knytter sin næve i vrede og kigger på den danske konge, mens hans hustru vender blikket mod himlen, mod Gud. Hustruen spiller rollen som Jomfru Maria, og hun har en tårer i øjenkrogen.

## Historie
Maleriet blev lavet i München i 1880’erne, omkring et halvt årtusinde efter den faktiske begivenhed i 1361, og derfor er der nogle unøjagtigheder i billedet – selvom Carl Gustaf Hellqvist var meget ambitiøs i sin bestræbelse på at gengive perioden korrekt. Eksempelvis ses en gravhund ved det yderste venstre øltønde og nogle middelalderhuse i baggrunden: Den første gravhund blev først fremavlet i 1500-tallet, altså ikke i 1300-tallet, og er dermed et anakronisme. Hvad angår husene i baggrunden, har der aldrig været bygninger af denne slags i Visby – Hellqvist så sådanne huse under sine rejser i Nordtyskland. Kvinden i midten har ikke dækket sit hår, selvom gifte kvinder i 1300-tallet normalt havde håret dækket til.
Valdemar Atterdag brandskatter Visby, 1361 blev tildelt en guldmedalje i Wien, Østrig, i 1882 og er nu en del af samlingerne på Nationalmuseet i Stockholm, Sverige.
Maleriet måler er 201 cm × 327 cm.